# Johann Georg Zimmermann (Mediziner)

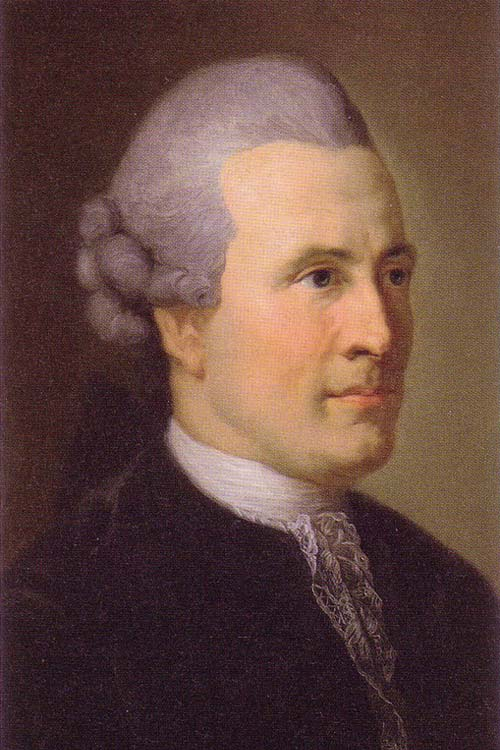
Johann Georg Zimmermann

Johann Georg Zimmermann, seit 1786 Johann Georg (Ritter) von Zimmermann, (* 8. Dezember 1728 in Brugg; † 7. Oktober 1795 in Hannover) war ein Schweizer Arzt, Gelehrter, Philosoph und Schriftsteller, der ab 1768 in Hannover wirkte.

## Leben
Johann Georg Zimmermann war Kind des Geleitsherrn Johannes Zimmermann und der Johanna Pache. Er war seit 1753 mit Susanna Katharina Steck verheiratet, sie hatten die Tochter Katharina von Zimmermann (1756–1781). Nach dem Tod der Tochter heiratete er Luise Margarethe von Berger (1755–1826), die später seinen Nachlass verwaltete.
Zimmermann studierte erst Rhetorik, Geschichte und Philosophie in Bern, danach Medizin in Göttingen, wo er ab 1747 Schüler seines Schweizer Landsmannes Albrecht von Haller war. Nach der Promotion 1751 in Göttingen unternahm er Studienreisen nach Leiden und Paris, war danach von 1752 bis 1754 praktischer Arzt in Bern und ab 1754 Stadtphysikus in seiner Geburtsstadt Brugg.
1755 begann seine zeitlebens außerordentlich fruchtbare Karriere als Schriftsteller mit der Veröffentlichung von Das Leben des Herrn von Haller. 1760 wurde er sowohl zum auswärtigen Mitglied der Bayerischen Akademie der Wissenschaften als auch der Preußischen Akademie der Wissenschaften gewählt. 1770 wurde er auswärtiges Mitglied der Akademie der Wissenschaften zu Göttingen und 1786 Ehrenmitglied der Russischen Akademie der Wissenschaften in Sankt Petersburg.
Ab 1768 war er „Königlich-Großbritannischer Hofrat und Leibarzt“ in Hannover am Hof Georgs III., das Wirkungsstätte seiner letzten drei Lebensjahrzehnte wurde. Zimmermann wurde auch Arzt und medizinischer Berater vieler gekrönter Häupter. Der preußische König Friedrich II. rief ihn als Gesprächspartner und Mediziner 1786 nach Potsdam. Zimmermann hielt sich vom 23. Juni bis 11. Juli 1786 zur Behandlung Friedrichs in Potsdam und Sanssouci auf. Seine Aufzeichnungen über den Fortgang der Behandlung und seine Gespräche mit dem Todkranken veröffentlichte er 1788 unter dem Titel „Ueber Friedrich den Grossen und meine Unterredungen mit Ihm kurz vor seinem Tode“.

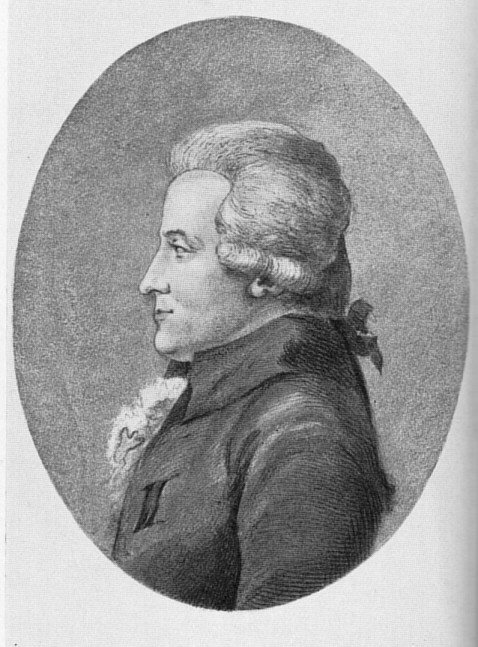
Johann Georg Zimmermann

Zimmermann begegnete mehrmals Goethe. Sein Hauptwerk Über die Einsamkeit, in dem das damals aktuelle Thema der Melancholie eine große Rolle spielt, erschien 1784/85 und machte Zimmermann im damaligen gebildeten Europa weithin bekannt. Die russische Zarin Katharina II. erhob ihn 1786 in den Ritterstand. Sie lud ihn auch an ihren Hof in Sankt Petersburg ein, eine Einladung, der er aber nicht nachkam. In seinen letzten Lebensjahren entwickelte sich Zimmermann zum Gegner der Aufklärung. Dies steigerte sich nach der Französischen Revolution, als er 1790 die Fragmente über Friedrich den Grossen zur Geschichte seines Lebens, seiner Regierung, und seines Charakters veröffentlichte. Darin prangerte Zimmermann die Zustände in Berlin als gott- und sittenlos an, letztlich als Resultat der Toleranzpolitik und religiösen Indifferenz Friedrichs des Großen. Die Vorwürfe an Berliner Aufklärer hatte Zimmermann mit Hinweisen auf Friedrichs vorgetäuschte Homosexualität und sein Sexualleben mit der inzwischen verwitweten Königin Elisabeth Christine verbunden. Ein Sturm der Entrüstung in der literarischen Welt war die Folge. Er begann mit einem ironischen Angriff Carl Friedrich Bahrdts auf Zimmermanns literarisches Werk und sein medizinisches Können und setzte sich mit Friedrich Nicolais Freymüthigen Anmerkungen über des Herrn Ritters von Zimmermann Fragmente über Friedrich den Großen fort. Auf Zimmermanns Seite griff August von Kotzebue mit der Schrift: Doctor Bahrdt mit der eisernen Stirn, oder Die deutsche Union gegen Zimmermann ein, die er unter dem Namen des Freiherrn von Knigge, dem Verfasser des berühmten Buches Über den Umgang mit Menschen, veröffentlichte. Daraufhin fand sich Zimmermann in einen Rechtsstreit mit Knigge verstrickt und wurde schließlich zum Objekt der Satire von Georg Christoph Lichtenberg.
Johann Georg Zimmermann war der Leibarzt des hannoverschen Bürgermeisters Ernst Anton Heiliger. Der Überlieferung nach soll Zimmermann den hannoverschen Hofbotaniker Friedrich Ehrhart über die Entdeckung der Heilquelle Heiligers Brunnen in der Eilenriede informiert haben.
Zimmermanns Grab ist auf dem Neustädter Friedhof in Hannover. Teil-Nachlässe befinden sich in der Gottfried Wilhelm Leibniz Bibliothek sowie im Stadtarchiv Hannover.
Heinrich Matthias Marcard, ebenfalls Hof- und Leibarzt, war mit Zimmermann befreundet und veröffentlichte posthum ein Biographie über ihn. Er war auch mit dem Schweizer Arzt und Volksgesundsheitsschriftsteller Samuel Auguste Tissot befreundet, der ebenfalls posthum eine Biographie verfasste.

## Ehrungen
In der Halle des Neuen Rathauses in Hannover wurde eine Portraitkartusche von Zimmermann angebracht. 1931 wurde die Zimmermannstraße in Hannover-Linden nach dem Königlich Großbritannischen Leibarzt benannt. 1972 verlieh der von der Deutschen Hypothekenbank gegründete Johann-Georg-Zimmermann-Fonds (heute: eingetragener Verein) erstmals die jährliche Johann-Georg-Zimmermann-Medaille. Seit 2002 wird jährlich der Johann-Georg-Zimmermann-Preis für Krebsforschung verliehen, einer der höchstdotierten Medizinpreise in Deutschland. Von Katharina II. wurde er geadelt.

## Werke

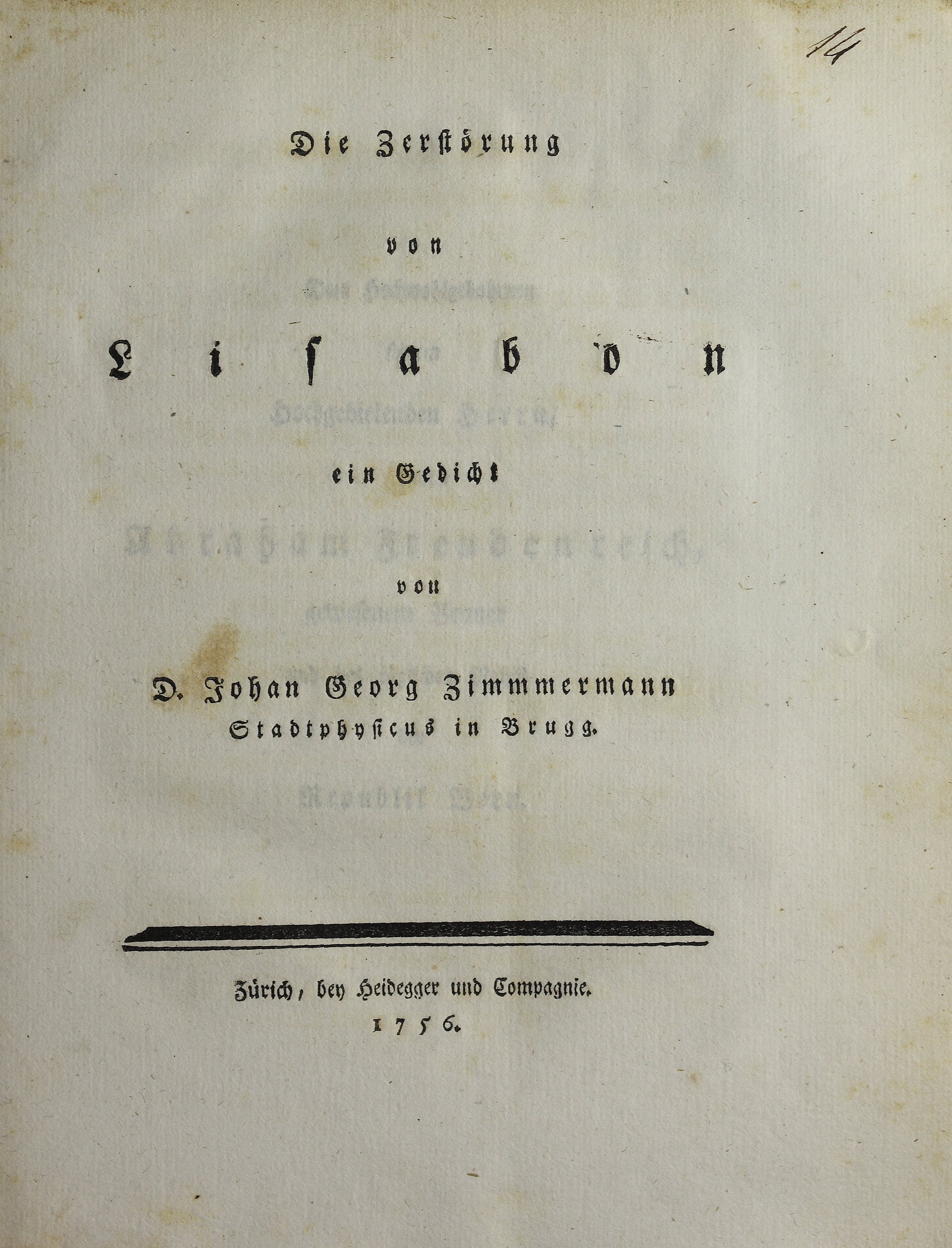
Die Zerstörung von Lisabon (1756)

### Originalausgaben
- Dissertatio physiologica de irritabilitate (1751)
- Betrachtungen über die Einsamkeit (1756), Von der Einsamkeit (1773), Über die Einsamkeit (1783/84) Weidmann und Reich, Leipzig 1785 (Teil 2, Teil 3, Teil 4; Teile 1-5 im Rahmen der Familien-Bibliothek der deutschen Classiker 1842)
- Die Zerstörung von Lisabon – ein Gedicht (Heidegger, Zürich 1756)
- Von dem Nationalstolze (1758): Vierte, um die Hälfte vermehrte, und durchaus verbesserte Auflage 1777 (Digitalisat)
- Von der Erfahrung in der Arzneykunst, I–III (Zürich 1763/64): online aus der BSB
- Von der Ruhr unter dem Volke im Jahr 1765, und denen mit derselben eingedrungenen Vorurtheilen, nebst einigen allgemeinen Aussichten in die Heilung dieser Vorurtheile (1767)
- Über Friedrich den Großen und meine Unterredung mit Ihm kurz vor seinem Tode. Weidmann, Leipzig 1788 (online aus der BSB)

### Spätere Ausgaben
- Friedrichs des Großen letzte Tage – Erinnerungen  von Johann Georg Zimmermann. Mit Zimmermanns tragischer Biographie von Ricarda Huch, Rhein Verlag, Basel 1920
- Mit Skalpell und Federkiel. Ein Lesebuch (= Schweizer Texte. Neue Folge, Band 5). Hrsg. von Andreas Langenbacher. Haupt, Bern 1995, ISBN 3-258-05132-1.
- Memoire an Seine Kaiserlichkönigliche Majestät Leopold den Zweiten über den Wahnwitz unsers Zeitalters und die Mordbrenner, welche Deutschland und ganz Europa aufklären wollen (= Kleines Archiv des achtzehnten Jahrhunderts. Band 24). Nach der Handschrift im Haus-, Hof- und Staatsarchiv Wien mit einem Nachwort hrsg. von Christoph Weiß. Röhrig, St. Ingbert 1995, ISBN 3-86110-067-3
- Drei Gedichte zum Erbeben von Lissabon. Mit einem Nachwort hrsg. von Martin Rector und Matthias Wehrhahn. Wehrhahn, Hannover-Laatzen 2005, ISBN 3-86525-019-X.

### Weitere digitale Ausgaben
Das Herausgeberpaar Doris und Peter Walser-Wilhelm hat einen Grossteil von Zimmermans Werken in von ihnen so genannten manuell-digitalen Reproduktionen im Volltext zugänglich gemacht, namentlich die folgenden Schriften:
- Das Leben des Herrn Haller (1755)
- Ueber den Nationalstolz (1758)
- Von der Erfahrung in der Arzneykunst (neue Auflage Zürich, 1777)
- Ueber die Einsamkeit (1781–1785), 2. Auflage (Digitalisat)
- Ueber Friedrich den Grossen (1788)

Die jeweils aktuellen Digitalisate sind auf der Website der Edition Musarion verfügbar.